# Сево
Сево или Велики Сево (рус. Сево; Большое Сево) слатководно је ледничко језеро у централном делу Псковске области, на западу европског дела Руске Федерације. Налази се у западном делу Дедовичког рејона, на подручју моренског Судомског побрђа. Његовом југозападном обалом иде међуопштинска граница Дедовичког са Новоржевским рејоном. Из језера отиче река Севка (притока Сорота) преко које је повезано са сливом Великаје, односно са басеном реке Нарве и Балтичким морем.
Акваторија језера обухвата површину од 2,4 км². На језеру се налазе и једно мање острво површине 4,2 хектара. Максималнаа дубина језера је 14 метара, просечна око 7 метара. На обалама језера налазе се села Городно, Горушко и Кривково.